# Scyllinula
Scyllinula is een geslacht van rechtvleugeligen uit de familie veldsprinkhanen (Acrididae). De wetenschappelijke naam van dit geslacht is voor het eerst geldig gepubliceerd in 1995 door Carbonell.

## Soorten
Het geslacht Scyllinula omvat de volgende soorten:
- Scyllinula humilis Blanchard, 1851
- Scyllinula obscura Bruner, 1900
- Scyllinula signatipennis Blanchard, 1851
- Scyllinula variabilis Bruner, 1900